# Jordi Vanlerberghe
Jordi Vanlerberghe (Duffel, 27 giugno 1996) è un calciatore belga, centrocampista del Brøndby.

## Carriera

### Club
Ha giocato nella prima divisione belga ed in quella danese.

### Nazionale
Ha giocato numerose partite nelle varie nazionali giovanili belghe.

## Statistiche

### Presenze e reti nei club
Statistiche aggiornate al 30 giugno 2020.
| Stagione        | Squadra         | Campionato      | Campionato | Campionato | Coppe nazionali | Coppe nazionali | Coppe nazionali | Coppe continentali | Coppe continentali | Coppe continentali | Altre coppe | Altre coppe | Altre coppe | Totale | Totale | Totale |
| Stagione        | Squadra         | Comp            | Pres       | Reti       | Comp            | Pres            | Reti            | Comp               | Pres               | Reti               | Comp        | Pres        | Reti        | Pres   | Reti   |        |
| --------------- | --------------- | --------------- | ---------- | ---------- | --------------- | --------------- | --------------- | ------------------ | ------------------ | ------------------ | ----------- | ----------- | ----------- | ------ | ------ | ------ |
| 2012-2013       | Mechelen        | D1              | 1          | 0          | CB              | -               | -               | -                  | -                  | -                  | -           | -           | -           | 1      | 0      |        |
| 2013-2014       | Mechelen        | D1              | 5+1        | 1          | CB              | -               | -               | -                  | -                  | -                  | -           | -           | -           | 6      | 1      |        |
| 2014-2015       | Mechelen        | D1              | 1+1        | 0          | CB              | 1               | 1               | -                  | -                  | -                  | -           | -           | -           | 3      | 1      |        |
| 2015-2016       | Mechelen        | D1              | 12+4       | 0          | CB              | 2               | 0               | -                  | -                  | -                  | -           | -           | -           | 18     | 0      |        |
| 2016-2017       | Mechelen        | D1              | 13+9       | 1+1        | CB              | 0               | 0               | -                  | -                  | -                  | -           | -           | -           | 22     | 2      |        |
| 2017-2018       | Club Bruges     | D1              | 6+1        | 0          | CB              | 1               | 0               | UCL+UEL            | 0                  | 0                  | -           | -           | -           | 8      | 0      |        |
| 2018-2019       | Ostenda         | D1              | 24+7       | 1+3        | CB              | 2               | 0               | -                  | -                  | -                  | -           | -           | -           | 33     | 4      |        |
| 2019-2020       | Mechelen        | D1              | 17         | 3          | CB              | 0               | 0               | -                  | -                  | -                  | -           | -           | -           | 17     | 3      |        |
| Totale Mechelen | Totale Mechelen | Totale Mechelen | 64         | 6          |                 | 3               | 1               |                    | -                  | -                  |             | -           | -           | 67     | 7      |        |
| Totale carriera | Totale carriera | Totale carriera | 102        | 10         |                 | 6               | 1               |                    | 0                  | 0                  |             | -           | -           | 108    | 11     |        |

### Cronologia presenze e reti in nazionale
| Cronologia completa delle presenze e delle reti in nazionale ― Belgio under 21 | Cronologia completa delle presenze e delle reti in nazionale ― Belgio under 21 | Cronologia completa delle presenze e delle reti in nazionale ― Belgio under 21 | Cronologia completa delle presenze e delle reti in nazionale ― Belgio under 21 | Cronologia completa delle presenze e delle reti in nazionale ― Belgio under 21 | Cronologia completa delle presenze e delle reti in nazionale ― Belgio under 21 | Cronologia completa delle presenze e delle reti in nazionale ― Belgio under 21 | Cronologia completa delle presenze e delle reti in nazionale ― Belgio under 21 |
| Data                                                                           | Città                                                                          | In casa                                                                        | Risultato                                                                      | Ospiti                                                                         | Competizione                                                                   | Reti                                                                           | Note                                                                           |
| ------------------------------------------------------------------------------ | ------------------------------------------------------------------------------ | ------------------------------------------------------------------------------ | ------------------------------------------------------------------------------ | ------------------------------------------------------------------------------ | ------------------------------------------------------------------------------ | ------------------------------------------------------------------------------ | ------------------------------------------------------------------------------ |
| 27-3-2017                                                                      | Oud-Heverlee                                                                   | Belgio under 21                                                                | 2 – 1                                                                          | Malta under 21                                                                 | Qual. Europeo Under-21 2019                                                    | -                                                                              |                                                                                |
| 6-10-2017                                                                      | Oud-Heverlee                                                                   | Belgio under 21                                                                | 1 – 1                                                                          | Svezia under 21                                                                | Qual. Europeo Under-21 2019                                                    | 1                                                                              | 67’                                                                            |
| 7-9-2018                                                                       | Ta' Qali                                                                       | Malta under 21                                                                 | 0 – 4                                                                          | Belgio under 21                                                                | Qual. Europeo Under-21 2019                                                    | -                                                                              |                                                                                |
| 11-10-2018                                                                     | Udine                                                                          | Italia under 21                                                                | 0 – 1                                                                          | Belgio under 21                                                                | Amichevole                                                                     | -                                                                              | 61’                                                                            |
| 16-10-2018                                                                     | Kalmar                                                                         | Svezia under 21                                                                | 0 – 3                                                                          | Belgio under 21                                                                | Qual. Europeo Under-21 2019                                                    | -                                                                              |                                                                                |
| 15-11-2018                                                                     | Bucarest                                                                       | Romania under 21                                                               | 3 – 3                                                                          | Belgio under 21                                                                | Amichevole                                                                     | -                                                                              | 45’                                                                            |
| 20-3-2019                                                                      | Slagelse                                                                       | Danimarca under 21                                                             | 3 – 2                                                                          | Belgio under 21                                                                | Amichevole                                                                     | -                                                                              | 45’                                                                            |
| 3-6-2019                                                                       | Le Mans                                                                        | Francia under 21                                                               | 3 – 0                                                                          | Belgio under 21                                                                | Amichevole                                                                     | -                                                                              | 45’                                                                            |
| Totale                                                                         |                                                                                | Presenze                                                                       | 8                                                                              |                                                                                | Reti                                                                           | 1                                                                              |                                                                                |

## Palmarès

### Club

#### Competizioni nazionali
- Campionato belga: 1

Club Bruges: 2017-2018
- Supercoppa del Belgio: 1

Club Bruges: 2018